# Тшциниця (Підкарпатське воєводство)
Тшциниця (пол. Trzcinica) — село в Польщі, у гміні Ясло Ясельського повіту Підкарпатського воєводства.
Населення — 2360 осіб (2011).

## Демографія
Демографічна структура станом на 31 березня 2011 року:
|          | Загалом | Допрацездатний вік | Працездатний вік | Постпрацездатний вік |
| -------- | ------- | ------------------ | ---------------- | -------------------- |
| Чоловіки | 1133    | 242                | 780              | 111                  |
| Жінки    | 1227    | 241                | 718              | 268                  |
| Разом    | 2360    | 483                | 1498             | 379                  |